# Palmetto (Amtrak)
A Palmetto egy vasúti járat az USA-ban. Az Amtrak üzemelteti 1976. június 15. óta. A legutolsó pénzügyi évben összesen 345 342 (2019) utas utazott a járaton, naponta átlagosan 946 (2019) utasa volt.